# Gueorgui Lissitsine
Gueorgui Lissitsine ou Lissitsyne est un joueur d'échecs soviétique né le 11 octobre 1909 à Saint-Pétersbourg et mort le 20 mars 1972 à Léningrad. Trois fois champion de Léningrad (en 1933-1934, 1939 et en 1947), il reçut le titre de maître international en 1950. Il finit troisième du championnat d'URSS en 1933 (derrière Mikhaïl Botvinnik) et remporta le tournoi des syndicats à Moscou en 1936, ex æquo avec Vitali Tchekhover.

## Biographie et carrière
Lissitsine a participé à dix finales du championnat d'URSS : en 1931, 10e-12e, il marqua 8,5 points sur 16. En 1933, avec 12 / 19, il finit troisième ex æquo avec Grigory Levenfisch et Ilia Rabinovitch, derrière Mikhaïl Botvinnik et Vladimir Alatortsev. En 1934-1935 (10,5 / 19), 1937 (11 / 19), il termina cinquième. En 1939, il marqua 9 / 17 et finit neuvième. En 1940 et 1944, il marqua moins de la moitié des points et termina onzième du championnat. En 1948, il finit sixième ex æquo avec 9,5 / 18, puis quatrième-cinquième ex æquo en 1954 avec 12,5 sur 19. Lors de ses deux dernières participations, il marqua moins de la moitié des points et finit quinzième en 1955 (en ayant battu Smyslov) et dernier en 1956.
Lissitsine finit premier du championnat de Leningrad à trois reprises : en 1933-1934, ex æquo avec Alatortsev ; en 1939, seul vainqueur et en 1947, ex æquo avec Aleksandr Tolouch (le match de départage se termina par l'égalité : +1 -1 =1). Il finit 2e-4e et seul joueur invaincu du championnat de 1945 (+11 =11), derrière Viatcheslav Ragozine.
En 1935, Lissitsine participa au très fort tournoi international de Moscou 1935 et finit quinzième avec 9 points sur 19 en ayant annulé contre Botvinnik, Lasker et Spielmann. En 1936, il annula le match de départage pour la première place du championnat des syndicats à Moscou qui l'opposait à Tchekhover. Pendant la Seconde Guerre mondiale, il termina septième du championnat de Moscou 1942 (avec 8 / 15) et troisième (avec 11 / 16) du championnat de Moscou de 1943-1944, remporté par Botvinnik devant Smyslov. En 1946, il finit deuxième (+5 =4) du tournoi de Helsinki derrière Ragozine.
Le gambit Lissitsine est une variante du début Réti : 1. Cf3 f5 2. e4, jouée à Moscou en 1931 (7e Championnat d'URSS) par Lissitsine contre Rioumine (Lissitsine perdit la partie).